# Le Chemin de Lacroix
Pour les articles homonymes, voir Lacroix.
 Le Chemin de Lacroix  est une pièce de théâtre de Jean Barbeau, dramaturge québécois, créée en 1970.
La pièce a été jouée pour la première fois le 26 mars 1970, par le Théâtre Quotidien de Québec dans la salle Le Chantauteuil de Québec. Création collective, la pièce inaugurait un théâtre du quotidien des québécois. Elle a été jouée un peu partout au Québec et à l'étranger dans sa version originale, traduite ou adaptée.

## Distribution
Les comédiens de la première distribution :
- Marc Legault : Rodolphe Lacroix
- Dorothée Berryman : Monique
- Claude Septembre Thierry

## Argument
Utilisant le chemin de croix comme trame pour la structure narrative, le texte met en scène Rodolphe Lacroix, Monique, sa fille (-la fille que je sors steady-) et Thierry, son chum (son chum à lui) (-Il va me servir de conseiller juridique-). Les personnages sont au théâtre sans sortir de leur vie. Le thème est l’injustice sociale. Le fil du récit est l’arrestation de Lacroix et les événements qui s’ensuivent. Chaque comédien interprète tour à tour d’autres personnages. Victime, n’ayant pas les mots pour s’expliquer ce qui lui arrive, Lacroix a quand même le courage de jouer son chemin de croix pour gagner sur la vie.

## Citation
Lacroix est une de ces victimes à qui personne n’a jamais tenté d’expliquer ce qui arrive. Le chemin de Lacroix, c’est aussi le phénomène d’un gars qui est incapable de communiquer autrement que par son joual, sa langue non châtiée. (…) Mais la situation montre peut-être aussi que l’expression correcte du Français n’apporte rien de plus, ne donne rien.
Jean Barbeau
Citation dans la présentation de Jean Royer au livre donné en référence.

## Référence
- Barbeau, Jean, Le chemin de Lacroix suivi de Goglu, 1971, Leméac, Collection répertoire québécois